# Tanja Mihhailova
Tatjana Mihhailova-Saar (en russe Татьяна Михайлова) , dite Tanja, née le 19 juin 1983 à Kaliningrad en Russie, est une chanteuse et actrice russo-estonienne, ayant toujours vécu en Estonie.
Le 1er mars 2014, elle gagne l'Eesti Laul, la finale nationale estonienne et est choisie pour représenter l'Estonie au Concours Eurovision de la chanson 2014 à Copenhague, au Danemark avec la chanson Amazing (Extraordinaire).

## Biographie
Elle a fait partie de plusieurs groupes dont Nightlight Duo et Jz Belle avec le producteur Timo Vendt.